# Magnitogorsk

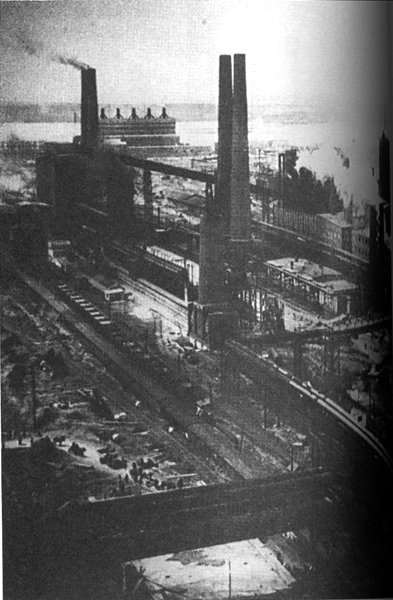
O fabrică de oțel din Magnitogorsk în anii 1930

Magnitogorsk (în rusă Магнитого́рск) este un oraș minier și industrial din Regiunea Celeabinsk, Rusia, localizat pe partea estică (Siberiană) a extremității sudice a Munților Ural, pe malurile Râului Ural. Populație: 408.401 (recensământul din 2010); 418.545 (recensământul din 2002); 440.321 (recensământul din 1989).
A fost numit după Muntele Magnitnaya care are minereu de fier aproape pur, o anomalie geologică. Este al doilea cel mai mare oraș din Rusia care să nu fie centru administrativ a unui subiect federal ale Rusiei sau a unei subdiviziuni administrative. Unul dintre cele mai mari combinate siderurgice din Rusia, Magnitogorsk Iron and Steel Works, se află în Magnitogorsk.

## Istorie
Magnitnaya a fost fondat în 1743 ca parte a liniei Orenburg de forturi. A rămas nesemnificativ până în 1929.
Dezvoltarea rapidă a orașului Magnitogorsk s-a datorat planurilor cincinale ale lui Iosif Stalin din anii 1930. A fost mândria dezvoltării Uniunii Sovietice. Rezervele uriașe de minereu de fier din zonă au făcut orașul locația ideală pentru construirea unui combinat siderurgic capabil să concureze cu rivalii din Occident. Totuși, o bună parte a forței de muncă, majoritatea foști țărani, aveau puține aptitudini industriale și puțină experiență în industrie. Pentru a rezolva aceste probleme câteva sute de specialiști străini au fost aduși pentru a îndruma activitățile, inclusiv o echipă de arhitecți condusă de germanul Ernst May.
Conform planurilor originale, Magnitogorsk trebuia să fie inspirat după Gary, Indiana și Pittsburgh, Pennsylvania, la vremea respectiva centrele siderurgice ale Statelor Unite. Trebuia să urmeze proiectul unui oraș liniar, cu rânduri de cartiere de blocuri asemănătoare, paralele cu combinatul, cu o fâșie de verdeață care să le separe. Proiectanții ar fi trebuit să alinieze zonele rezidențiale și zona industrială pentru a reduce timpul de navetă: muncitorii trebuiau să locuiască în zona rezidențială cea mai apropiată de secția combinatului în care lucrau.
Totuși, când May și-a terminat planurile pentru Magnitogorsk, construcția zonelor rezidențiale și ale combinatului au început deja. Fabrica imensă și iazul de decantare enorm au lăsat puțin loc pentru dezvoltare iar May a fost nevoit să își modifice proiectul pentru a se potrivi cu situația reală. Modificarea a însemnat ca orașul să aibă organizare mai mult de tip "frânghie" decât liniar. Deși zona industrială se află pe malul stâng al râului Ural, cu majoritatea zonelor rezidențiale separate și situate pe malul drept, locuitorii orașului tot sunt expuși la fumurile combinatului și la gazele nocive.
Magnitogorsk a primit statutul de oraș în 1931.
În 1937 străinilor le-a fost cerut să părăsească orașul iar Magnitogorsk a fost declarat un oraș închis. Nu există multe informații despre dezvoltarea orașului în perioada acestui statut.
Orașul a jucat un rol important în timpul celui de-al Doilea Război Mondial deoarece aproviziona cea mai mare parte a oțelului pentru armamentul și mașinăriile de război sovietice iar amplasarea sa strategică lângă Munții Ural a însemnat că Magnitogorsk era aparat împotriva ocupării de către Armata Germană.

### Ultimii ani
În timpul politicii de perestroika a fost eliminat statutul de oraș închis iar străinilor le-a fost permis să viziteze orașul din nou. Anii de după redeschiderea orașului au adus îmbunătățiri semnificative. Combinatul siderurgic a fost reorganizat într-o societate pe acțiuni numită Magnitogorsk Iron and Steel Works (MISW sau MMK) iar combinatul a ajutat la reconstrucția rețelei feroviare și la construcția unui nou aeroport.
O dată cu epuizarea rezervelor locale de minereu de fier Magnitogorsk este nevoită să importe materia primă din depozitul Sokolvsko-Sarbaisky din nordul Kazakhstanului.

## Transport
Orașul este conectat prin Aeroportul Internațional din Magnitogorsk și prin calea ferată. Transportul public include autobuze, tramvaie și taxiuri.

## Educație și cultură
În Magnitogorsk se află trei instituții de învățământ superior: Universitatea Tehnică de Stat din Magnitogorsk, Universitatea de Stat din Magnitogorsk și Conservatorul de Stat din Magnitogorsk. De asemenea există și trei teatre: Teatrul Pușkin (cel mai vechi din oraș), Sala de Operă și Balet precum și Teatrul de Păpuși.

## Sport
Metallurg Magnitogorsk este o echipă de hochei pe gheață din Magnitogorsk ce evoluează în Liga Continentală de Hochei. Evgeni Malkin de la Pittsburgh Penguins și Nikolai Kulemin de la Toronto Maple Leafs au jucat la echipă și amândoi sunt de loc din Magnitogorsk. Echipa de fotbal a orașului este FC Magnitogorsk care evoluează în Liga de Fotbal Amator. Abzakovo, situată în apropiere de oraș, este o stațiune montană populară în special pentru pasionații de schi.

## Ecologie
Magnitogorsk a fost menționat în 2006 de către Institutul Blacksmith în lista celor mai poluate orașe din lume, plasat în lista celor mai poluate 25 de orașe în afara topului 10. Poluanții includ plumb, dioxid de sulf, metale grele și alți poluanți atmosferici. Conform spitalului din oraș, doar 1 % dintre copiii din oraș sunt într-o stare de sănătate bună. Institutul Blacksmith precizează că, după un articol din presa locala, "doar 28 % dintre copiii născuți în 1992 erau sănătoși și doar 27 % dintre aceștia aveau mame sănătoase".